# Ambrosio de Precipiano
Ambrosio (ou Ambroise) de Precipiano, né vers 1500 à Gavia dans le duché de Milan et décédé en 1560 à Dole dans le comté de Bourgogne, est un militaire et ingénieur génois fixé en Franche-Comté connu pour avoir édifié de nombreux systèmes défensifs dans l'est de la France et l'actuelle Belgique. Ses plus grandes réalisations demeurent les remparts de la ville de Gray et surtout de Dole.

## Biographie
Issu d’une famille enracinée dans la région de Gênes, il est cependant né à Gavia en Lombardie.
Il était, selon une tradition loin d’être assurée, le petit-neveu de l’amiral génois Andrea Doria, par sa grand-mère paternelle. Appelé au service de Charles Quint il est envoyé de Gênes, dans les Pays-Bas espagnols en 1539, notamment dans la ville de Gand et contribue également à la construction de la citadelle de Namur. Le comté de Bourgogne cherche un ingénieur militaire capable de réparer et renouveler les fortifications des principales cités comtoises détruites en très grande partie lors de la guerre de Succession de Bourgogne. Après plusieurs autres ingénieurs, c'est lui qui se voit confier en 1541 l’élaboration et la direction du chantier de construction des fortifications de Dole, capitale de la province.
Après un passage en Lorraine, à La Mothe (actuellement en Haute-Marne), Pont-à-Mousson (Meurthe-et-Moselle), et sans doute Nancy dans les années 1545-1546, Ambrosio de Precipiano revint à Dole avant d’être envoyé à Gray, ville sur la Saône qu’il fortifia à partir de 1551,. Il fortifie vraisemblablement ensuite, la ville de Champlitte.

On lui connaît également plusieurs succès militaires, comme le siège du château de Traves (appartenant à François de Clermont), qu’il mena à bien et qui lui valut, outre une confortable récompense de 2000 francs, une grande reconnaissance de la part de son souverain.

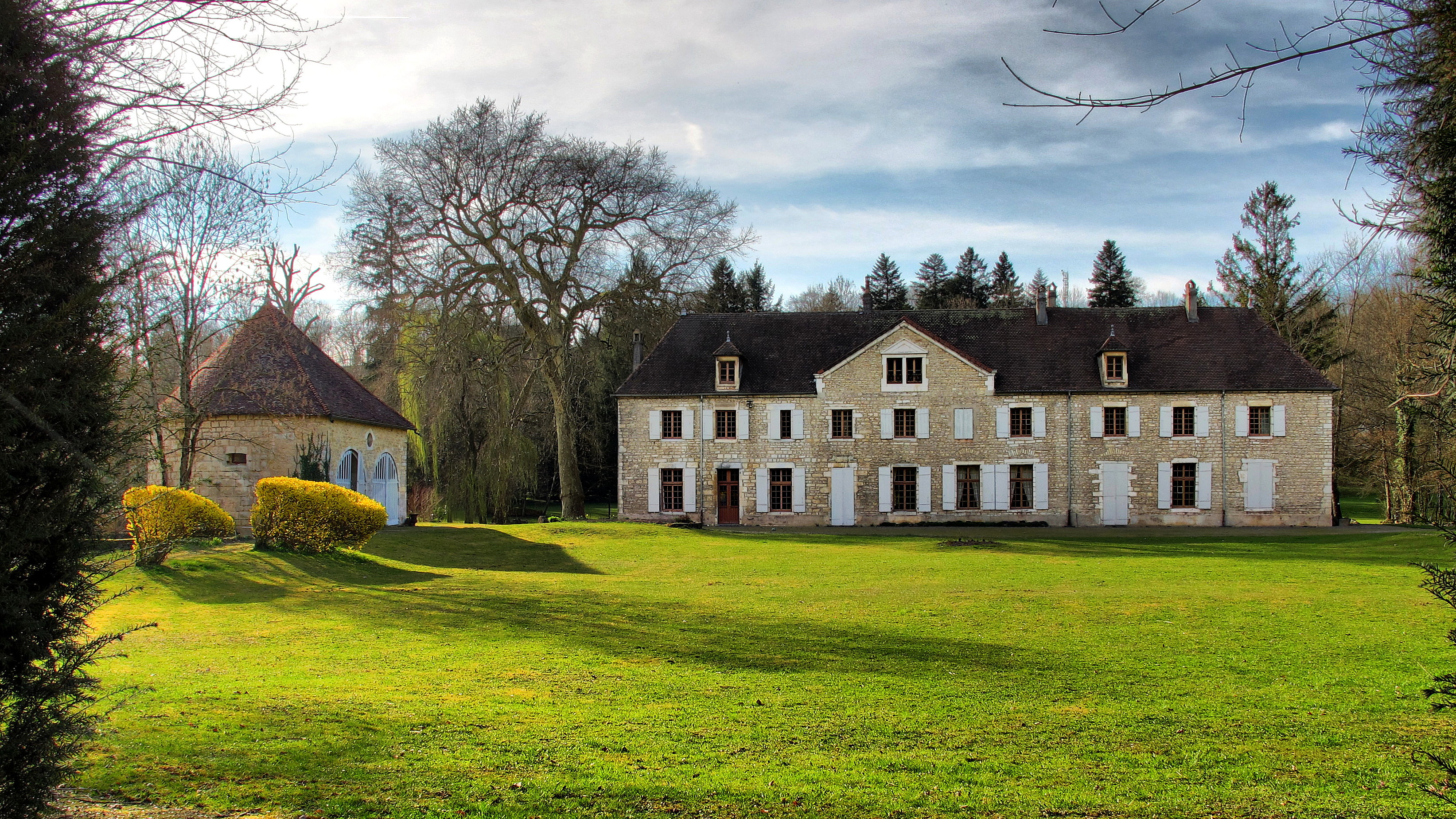
Château de Soye, construit par Précipiano et fut aussi sa résidence.

Il fut en outre anobli et créé baron de Soye par lettres patentes du 14 octobre 1555, «par considération de ses bons et agréables services, s’y estant bien et vertueusement acquitté au travail et danger de sa personne». Il se fixe définitivement Franche-Comté ou se descendants continueront d'occuper de grandes fonctions. Sa postérité disparaît au XVIIIe siècle. 
Il décède à Dole en 1560 et il est inhumé dans la collégiale.

## Descendants
- Achille de Precipiano, décédé le 2 novembre 1642 à Friedberg, baron de Soye, gentilhomme de la chambre du roi d'Espagne, gouverneur de Faucogney sergent de bataille des armées impériales,
- Humbert de Precipiano, né à Rougemont le 12 septembre 1627 et décédé à Bruxelles le 9 juin 1711 est un évêque et archevêque dans les Pays-Bas espagnols.
- Prosper-Ambroise de Precipiano, comte de Soye, né vers 1625  et décédé le 4 mai 1707 est un militaire et ingénieur comtois connu pour avoir commencé la construction de la citadelle de Besançon. Il a été également, l'un des chefs militaires comtois pendant la seconde conquête de la Franche-Comté[10].

## Œuvres de Precipiano

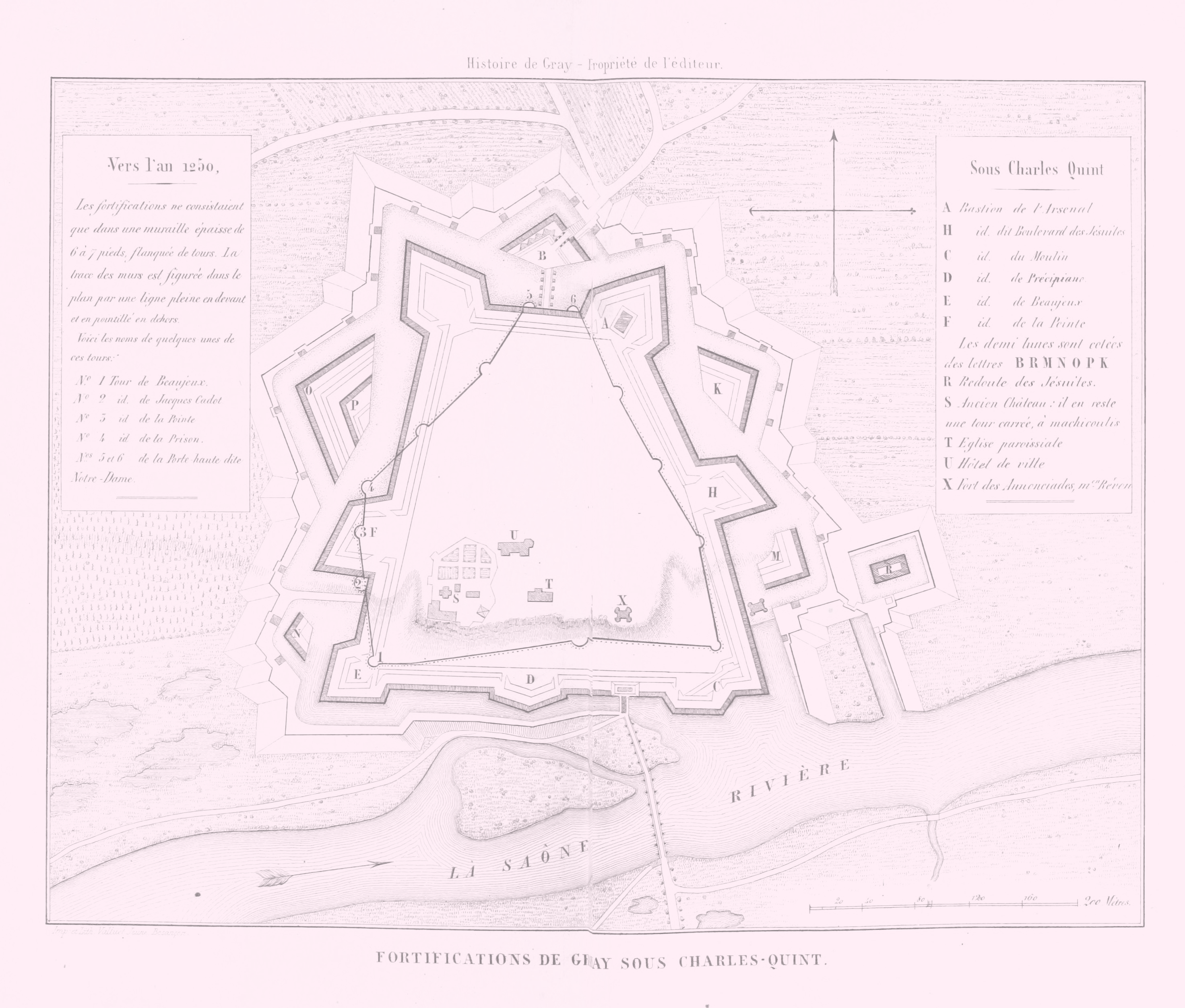
Fortifications de Gray
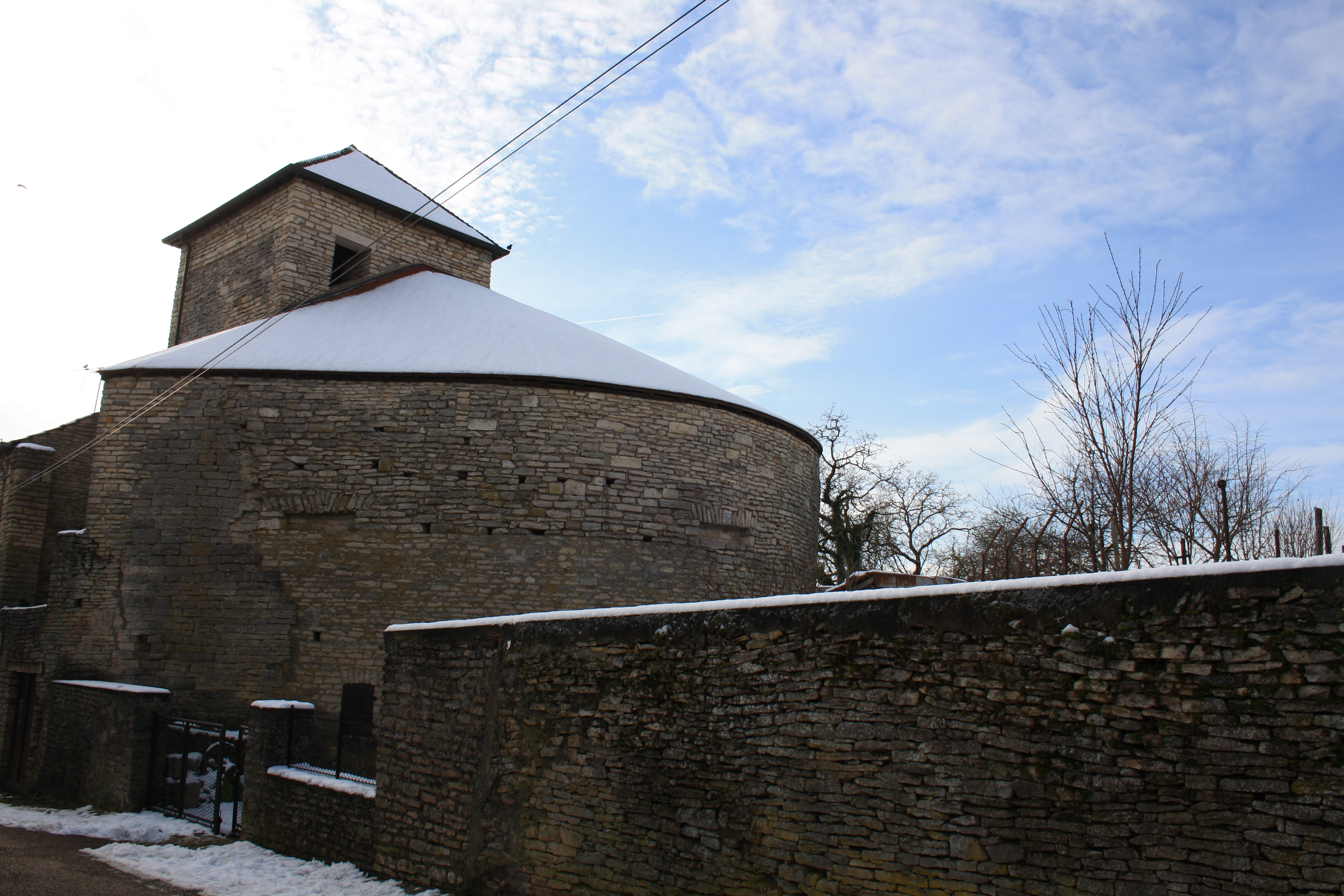
Tour des Annonciades à Champlitte
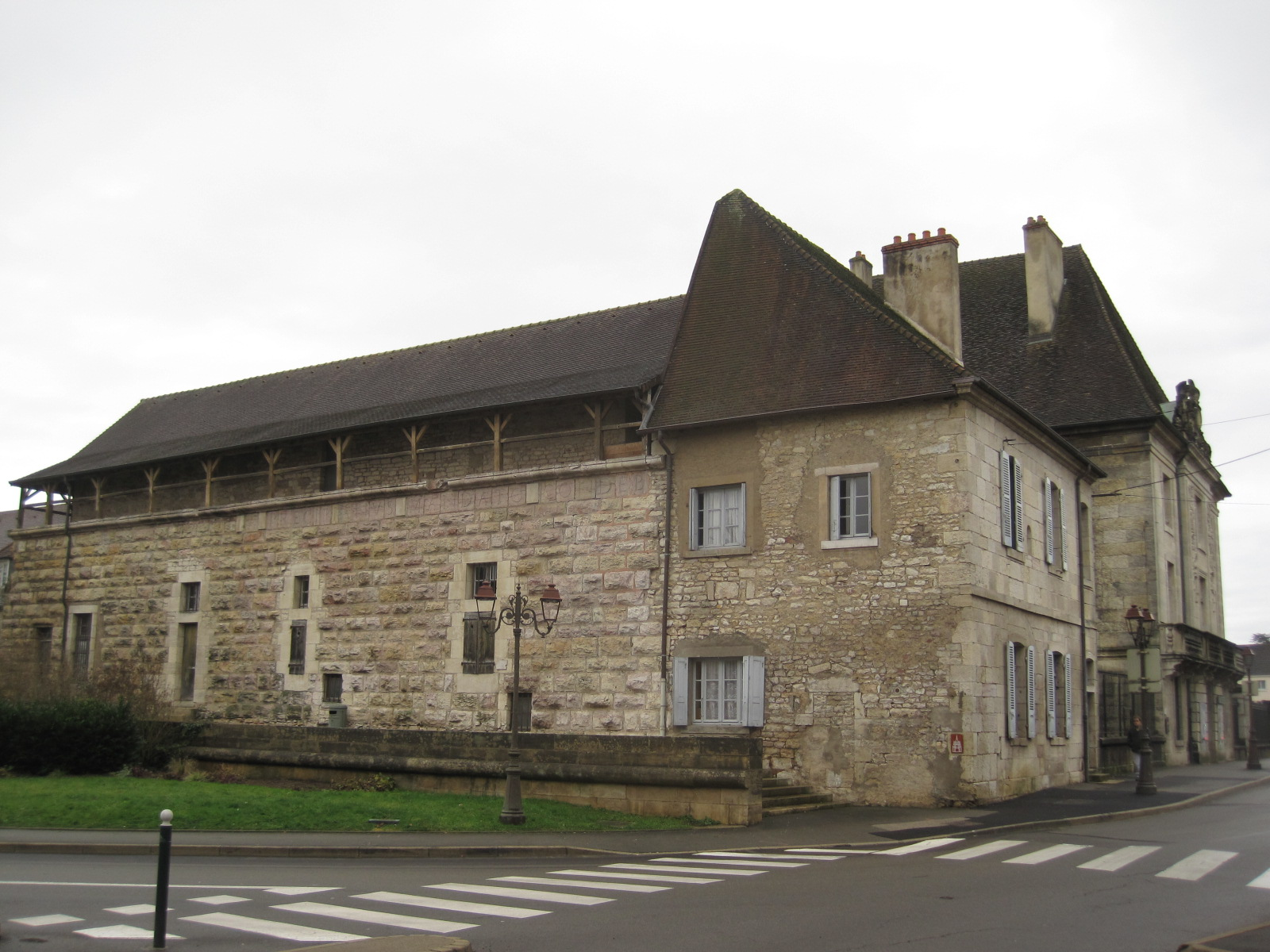
Défenses de Dole construites par Précipiano
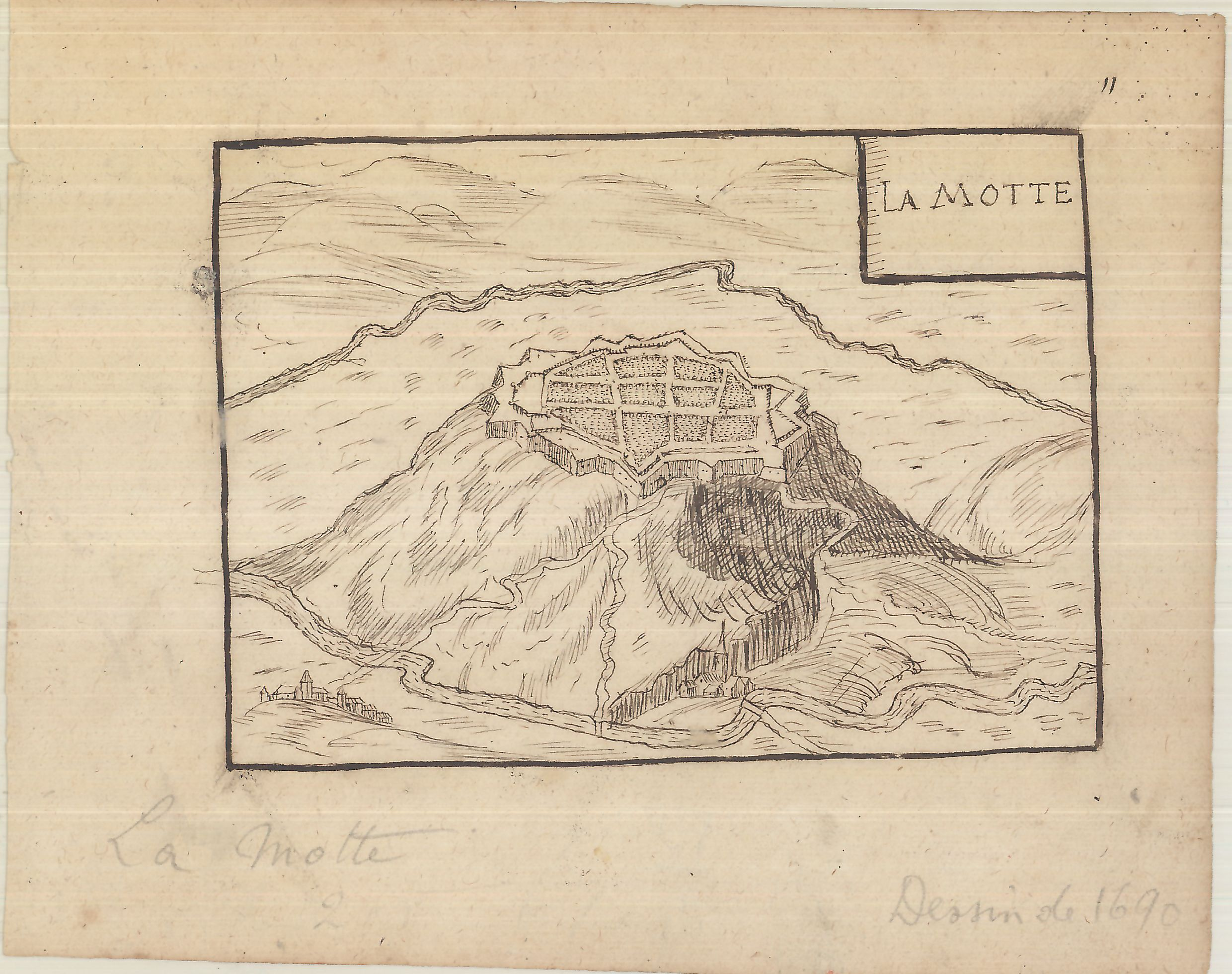
Fortifications de La Mothe (La Mothe-en-Bassigny)